# UBURU
株式会社UBURU（アブル）は、演出家、映画監督のウエマツヨシキが代表取締役を務めているテレビを中心とした番組企画制作・動画制作・映像制作などを行う企画演出集団である。

## エピソード
社名であるUBURU（アブル）の意味は『雲』である。世の中の全ての天気を演出しているのは『雲』であるという点から社名に。雨を降らせるのも、雪や雷を降らせるのも雲。入道雲で夏を演出するのも雲なら、自分が姿を消すことで、雲ひとつもない快晴を演出することも。

## 主な作品

### テレビ
- 『投稿SUMO 頂王』（2011年、フジテレビ）[1]
- ザ・ノンフィクション『塀の中のオンナたち』（2017年5月28日、フジテレビ）
- 『突撃!しあわせ買取隊』（2018年、テレビ東京）
- 『今日、刑務所を出ます。〜やり直したいオンナたち〜』（2019年8月2日、フジテレビ）

### DVD
- 『熱烈!!トラトーク』（ハピネット）

### Wii
- 『Wiiの間ショッピング』
- 『エディオンの間』